# Der schwarze Hecht
Der schwarze Hecht ist ein musikalisches Lustspiel in drei Akten nach der Komödie De sächzigscht Giburtstag von Emil Sautter. Die Musik schrieb der Schweizer Komponist Paul Burkhard, das Libretto stammt von Jürg Amstein. Das Stück wurde am 1. April 1939 am Schauspielhaus Zürich uraufgeführt. Es zählt heute zu den beliebtesten musikalischen Mundartstücken in der Schweiz.

## Handlung
Anlässlich seines sechzigsten Geburtstages lädt der Schweizer Fabrikant Oberholzer seine Geschwister und deren Gatten zur Feier. Als Festessen ist ein Hecht vorgesehen, der im Verlauf der Handlung jedoch im Ofen verbrennt.
Oberholzers Frau, Tochter Anna und Köchin Kattri bereiten das Fest vor.  Die junge Anna ist sehr aufgeregt, denn sie hat für ihren Vater ein Duett komponiert. Ihre Proben werden jedoch ständig durch die Ankunft der Gäste unterbrochen.
Unverhofft erscheinen auch das «schwarze Schaf» der Familie, Oberholzers Bruder Alexander, der sich Zirkusdirektor Obolski nennt, und dessen Frau, die wunderschöne Zirkusartistin Iduna.
Die Verwandtschaft verhält sich Alexander gegenüber sehr reserviert, als er vom Zirkusleben erzählt – einzig Anna ist begeistert. Die Herren dagegen können ihre Augen nicht von Iduna wenden, die mit osteuropäischem Akzent von ihrem Vater als «eine wunderbare Clown» schwärmt.
Anna beginnt vom Zirkus zu träumen: Bunte Zirkusszenen erstehen auf der Bühne. Als sie verkündet, sie wolle zum Zirkus gehen, sind die Eltern entsetzt.

## Orchester
Piano, Akkordeon, Klarinette, Cello, mehrere Singstimmen

## Musik
Folgende Nummern werden gespielt:
1. Vorspiel
2. Mamme, jetz hör doch uf mit Bluemeschprütze!
3. Lied der Köchin
4. Geburtstagsduett und De Groochsi (Hustenlied)
5. Wie bald wird mer alt
6. Es war nicht leicht, doch ist’s erreicht!
7. Die Welt ist gross und weit
8. Ich wott hüt nöd vernümpftig sy!
9. Ich hab' ein kleines süsses Pony!
10. O mein Papa
11. Da sagt man ah!
12. O hett i Flügel!
13. Ständchen der Clowns
14. Du schwarzer Hecht mit Petersilie
15. Pony-Dressur
16. Hokuspokus Fidibus
17. Es wird mir heiss un chalt!
18. Ach bitte, lassen Sie mich traimen!
19. Der Abschied
20. So endet der kleine Familienbericht

## Entstehung
Nachdem Paul Burkhard als Jugendlicher im Jahr 1927 die Mundartkomödie De sächzigscht Giburtstag von Emil Sautter im Stadttheater Zürich gesehen hatte, wurde er zur Komposition des Lieds O mein Papa inspiriert.
1938 schrieb er mit dem Librettisten Jürg Amstein um dieses Lied herum den Schwarzen Hecht, in dieser ersten Fassung noch als Einakter.
1939 fügte er mit Zustimmung von Emil Sautter das burleske Nachspiel Annas Traum an. Die Lieder wurden in dieser Fassung erstmals von einem Orchester begleitet. Die Uraufführung fand im Schauspielhaus Zürich am 1. April statt.
1948 wurde das Stück in einer Neufassung in drei Akten am Schauspielhaus Zürich aufgeführt.
1950 wurde das ins Hochdeutsche übertragene Lustspiel am 16. März unter dem Titel Das Feuerwerk im Münchner Staatstheater am Gärtnerplatz uraufgeführt.

## Bedeutung
Das Stück wurde seit 1939 – in neuer Bearbeitung seit 1948 – über sechzig Mal in Zürich gezeigt und zählt in der Deutschschweiz zu den beliebtesten musikalischen Mundart-Lustspielen.
Mit der Musik zu diesem Stück wurde Paul Burkhard weltweit bekannt; das Lied O mein Papa wurde ein Evergreen, der von vielen Künstlern interpretiert und in 42 Sprachen übertragen wurde.

## Verfilmung
Die Verfilmung der hochdeutschen Fassung unter dem Titel Feuerwerk aus dem Jahr 1954 wurde ein Welterfolg.